# 野生のリサ
『野生のリサ』（やせいのりさ）は、中村雅俊の楽曲で12枚目シングル。日本コロムビアから1980年5月1日に発売された。

## 概要
シングル版では初めて中村雅俊が作曲を手掛けている。

## 収録曲
両曲とも、作詞：山川啓介、作曲：中村雅俊、編曲：木森敏之

### A面
1. 野生のリサ（5:10）

### B面
1. 酔夢（2:54）